# 嶋田正和
嶋田正和（しまだ　まさかず、1953年 - ）は、日本の生態学者。東京大学 名誉教授。
専門は、進化生態学、行動生態学。生物集団の振る舞い（学習・行動・生態・進化）を、野外調査・実験・シミュレーション解析で研究。実験系個体群でカオス理論を厳密に検証した研究は特に高い評価を受けている。
活動範囲は生態学の研究にとどまらず、日本の生態学における現在標準的な教科書である「動物生態学（新版）」を共著で執筆し、初等中等教育に現代科学のエッセンスを反映させるなど、生態学の中心的な啓発家の一人であると評価されている。
日本進化学会、個体群生態学の会長を歴任。

## 経歴
1953年 福井県に産まれる。1978年 京都大学理学部 卒業。1985年 筑波大学大学院生物科学研究科 博士課程を修了（理学博士）。1985年 東京大学教養学部基礎科学科第二の助手に採用。1992年 助教授。1996年 大学院総合文化研究科 准教授（改組による）。2004年 教授。2019年 定年退職（6月から名誉教授）。
専門は、進化生態学、行動生態学。生物集団の振る舞い（学習・行動・生態・進化）を、野外調査・実験・シミュレーション解析で研究。マメ科植物とマメゾウムシ類昆虫、その寄生蜂、両生類、珪藻、大腸菌などを材料に、分子生物学的技術、分子マーカーや分子系統解析などDNA分析も併用しながら、生き物が示す現象を、個体数 動態の数値計算、遺伝的アルゴリズムによる進化プログラミング、ニューラルネットワークによる記憶と学習のモデルなどを駆使してシミュレーション解析している。実験系個体群でカオス理論を厳密に検証した研究は特に高い評価を受けている。
2013年には、東京大学大学院の城川祐香と共同で、単細胞藻類である珪藻を1細胞レベルで追跡し、細胞サイズや周囲の細胞の数といった条件に応じて、個体の性比調節戦略としての性比調節が行われていることを明らかにした。これは、単細胞生物の性比調節を明らかにした世界初の成果である。
研究成果は、米国科学アカデミー紀要PNASや英国王立紀要Proc. R. Soc. Ser. B を初めとする国際誌に100報を超える数の論文で発表されている。著書・章分担は約20件。
活動範囲は生態学の研究にとどまらず、日本の生態学における現在標準的な教科書である「動物生態学（新版）」を共著で執筆したほか、日本生態学会の教育委員長を長らくつとめ初等中等教育に現代科学のエッセンスを反映させることに尽力した。また、同学会や関連諸学会において多数のシンポジウム等の企画に加え、高校生ポスター発表・賞の設立と運営も行うなど、生態学の中心的な啓発家の一人であると評価されている。

## 著書
共著・共編（分担執筆を除く）
- 伊藤嘉昭・山村則男『動物生態学』共著、蒼樹書房　1992年
- 山村則男・粕谷英一・伊藤嘉昭『動物生態学-新版』共著、海游舎　2005年
- 日本生態学会編『生態学入門(第2版)』共編、東京化学同人　2012年
- 阿部真人『Rで学ぶ統計学入門』共著、東京化学同人　2017年

訳書
- 池内昌彦 他監訳『キャンベル生物学 第 11版』分担訳、丸善　2018年